# São Joaninho (Santa Comba Dão)
São Joaninho ist eine Gemeinde (Freguesia) im portugiesischen Kreis Santa Comba Dão. In ihr leben 1014 Einwohner (Stand 19. April 2021).